# Lliga espanyola d'hoquei sobre patins masculina 2011-2012
La quaranta-tresena edició de la Lliga espanyola d'hoquei patins masculina, denominada en el seu moment OK Lliga, s'inicià el 22 d'octubre de 2011 i finalitzà el 16 de juny de 2012.
Els equips ascendits de la Primera divisió estatal foren el SHUM Maçanet (campió), el CP Monjos (subcampió) i el CP Calafell (tercer classificat), que ocuparen les places deixades pel CP Tenerife (descendit i desaparegut), el GEiEG (descendit) i el CH Lloret.

## Participants
| - PAS Alcoi - FC Barcelona - Blanes HC - CP Calafell - Igualada HC - HC Liceo - SHUM Maçanet | - CP Monjos - CE Noia - Reus Deportiu - CP Vic - CP Vilanova - CE Vendrell - CP Voltregà |

## Classificació
Els 5 primers de la taula tenen plaça per la Lliga Europea. A partir del Sather Blanes fins al Vic tenen plaça per la Copa CERS.
| Pos | Equip                | PJ | PG | PE | PP | GF  | GC  | Pts |
| --- | -------------------- | -- | -- | -- | -- | --- | --- | --- |
| 1   | FC Barcelona         | 26 | 21 | 4  | 1  | 133 | 63  | 67  |
| 2   | Coinasa Liceo        | 26 | 17 | 3  | 6  | 131 | 90  | 54  |
| 3   | Noia Freixenet       | 26 | 13 | 6  | 7  | 93  | 83  | 45  |
| 4   | Igualada HC          | 26 | 13 | 5  | 8  | 92  | 77  | 44  |
| 5   | Tecnol Reus Deportiu | 26 | 12 | 5  | 9  | 111 | 98  | 41  |
| 6   | Sather Blanes        | 26 | 11 | 7  | 8  | 82  | 80  | 40  |
| 7   | Moritz CE Vendrell   | 26 | 11 | 6  | 9  | 101 | 96  | 39  |
| 8   | Vilanova Mopesa      | 26 | 11 | 5  | 10 | 109 | 106 | 38  |
| 9   | SHUM Maçanet         | 26 | 11 | 5  | 10 | 97  | 93  | 38  |
| 10  | Roncato Vic          | 26 | 9  | 5  | 12 | 78  | 92  | 32  |
| 11  | CP Calafell          | 26 | 7  | 3  | 16 | 95  | 124 | 24  |
| 12  | CP Voltregà          | 26 | 5  | 4  | 17 | 73  | 109 | 19  |
| 13  | Enrile PAS Alcoi     | 26 | 5  | 4  | 17 | 69  | 99  | 19  |
| 14  | CP Monjos            | 26 | 2  | 6  | 18 | 97  | 151 | 12  |

### Llegenda
| Pts = Punts totals PX = Partits jugats PG = Partits guanyats PE = Partits empatats PP = Partits perduts |  | GF = Gols a favor GC = Gols en contra DG = Diferència de gols (GF-GC) Ressaltat en verd = Equip campió de lliga. Ressaltats en vermell = Equips que descendeixen de categoria. |  |  |